# Polana Ostrzyca

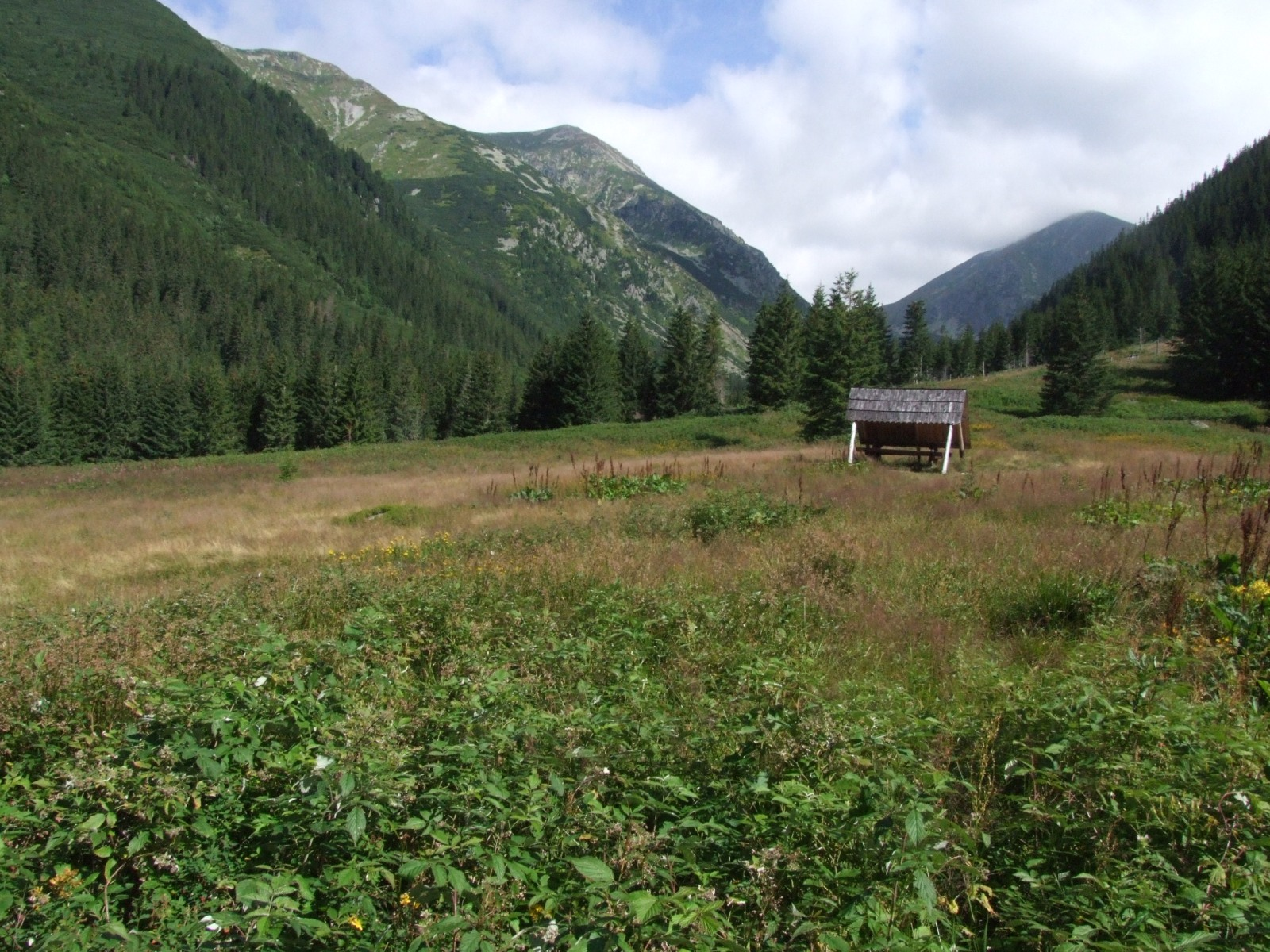
Polana Ostrzyca. Z lewej strony zbocza Otargańców, na wprost Starorobociański Wierch

Ostrzyca (słow. Ostrica) – polana w Dolinie Raczkowej w Tatrach Zachodnich. Znajduje się w środkowej części tej doliny, pod wschodnimi zboczami Niżniej Magury (w grani Otargańców) i zachodnimi Jeżowej Kopy (w grani Bystrej), na średniej wysokości ok. 1240 m n.p.m.  Jest to duża polana, zajmująca rówień w dolinie Raczkowego Potoku. Zbocza grani Otargańców i Bystrej wznoszą się na 700–850 m ponad płaskie w tym miejscu dno doliny. Polana jest pozostałością dawnej pasterskiej przeszłości doliny. Ok. 1 km powyżej Ostrzycy, na wysokości 1270 m n.p.m. znajdowała się druga polana Pośrednie. Dawniej były to rozległe pastwiska z szałasami, po zaprzestaniu pasterstwa zarosły już niemal całkowicie kosodrzewiną, maliniakami i lasem.
Obecnie na Ostrzycy znajduje się wiata dla turystów, a przez środek polany prowadzi szlak turystyczny.

## Szlaki turystyczne
– od autokempingu „Raczkowa” przez rozdroże Niżnia Łąka i Dolinę Raczkową na Starorobociańską Przełęcz. Czas przejścia: 4:30 h, ↓ 3:30 h. Suma wzniesień ok. 1050 m.